# Anisogaster punctum
Anisogaster punctum là một loài bọ cánh cứng trong họ Cerambycidae.